# 阿兹觉乡
阿兹觉乡，是中华人民共和国四川省凉山彝族自治州甘洛县曾经下辖的一个乡。2020年6月，撤销阿兹觉乡，原阿兹觉乡阿兹觉村、吉乃彝各村、凉红村、治勒村所属行政区域为苏雄镇的行政区域，原阿兹觉乡卡尔村所属行政区域为乌史大桥镇行政区域。

## 行政区划
阿兹觉乡撤销前下辖以下地区：
阿兹觉村、卡尔村、吉乃彝各村、凉红村和治勒村。